# Cyrtosperma merkusii
Cyrtosperma merkusii là một loài thực vật có hoa trong họ Ráy (Araceae). Loài này được (Hassk.) Schott mô tả khoa học đầu tiên năm 1857.